# 社会行動党
社会行動党（しゃかいこうどうとう、タイ語：พรรคกิจสังคม、英語：Social Action Party）は、タイの政党。
1974年、学者であったククリット・プラーモートの指導下で民主党から分裂する形で創設。翌年からククリットは約1年間、タイの首相を務めた。タイ政治では軍事政権が続き、軍部の影響力が大きいなか、文民保守系の政党として活動した。「社会」と党名についているが左寄りの政党ではなく、社会保守主義的な政党であった。しかし党内では内紛が絶えなかった。
1992年にはスチンダー・クラープラユーンの軍事政権を支持したが、これが打倒されると文民系の諸政党に加わるようになった。以後、タイの連立政治の中で、首相ポストを得ることはなかったが、連立交渉のなかでうまく立ち回り、党の規模の割には多くの閣僚ポストを得た。
小選挙区比例代表並立制が導入された2001年の総選挙では1議席しか獲得できず、ほとんどの元メンバーはタイ愛国党に移籍した。その後、2008年に元党首のスウィット・クーンキッティが党首に復帰し、民主党主導のアピシット・ウェーチャチーワ連立政権に入閣した。しかし2011年の下院総選挙ではゼロ議席に終わった。